# Waterfront (film, 1944)
Pour plus de détails, voir Fiche technique et Distribution.
Waterfront  est un film américain réalisé par Steve Sekely sur un scénario de Martin Mooney et Irwin Franklyn. Le film est sorti en 1944 aux États-Unis.

## Synopsis
À San Francisco, pendant la Seconde Guerre mondiale, le Dr Carl Decker est un chef de réseau d'espionnage nazi local qui se fait passer pour un optométriste. Alors qu'il se promène de nuit sur le front de mer, son livre décodeur et la liste des espions de la Côte ouest sont volés par Adolph Mertz un voyou. Victor Marlow arrive en ville, contacte Decker pour sa prochaine mission mais le message qu'il détient est indéchiffrable sans le livre. C'est une course pour récupérer le livre par deux équipes opposées : Decker et Marlow, et Zimmerman et Kramer et une course pour trouver un meurtrier en série.

## Fiche technique
- Réalisation : Steve Sekely
- Scénario : Martin Mooney et Irwin Franklyn
- Date de sortie : 10 juin 1944
- Durée : 68 minutes
- Photographie : Robert E. Cline
- Montage : Charles Henkel Jr.

## Distribution
- John Carradine : Victor Marlow
- J. Carrol Naish : Dr. Karl Decker
- Maris Wrixon : Freda Hauser
- Edwin Maxwell : Max Kramer
- Terry Frost : Jerry Donovan
- John Bleifer : Zimmerman
- Marten Lamont : Mike Gorman
- Olga Fabian : Mrs. Hauser
- Claire Rochelle : Maisie
- Billy Nelson : Butch